# Andorra az 1992. évi nyári olimpiai játékokon
Andorra a spanyolországi Barcelonában megrendezett 1992. évi nyári olimpiai játékok egyik részt vevő nemzete volt. Az országot az olimpián 5 sportágban 8 sportoló képviselte, akik érmet nem szereztek.

## Atlétika
Női
| Versenyző    | Versenyszám | Selejtező | Selejtező | Döntő    | Döntő    |
| Versenyző    | Versenyszám | Eredmény  | Helyezés  | Eredmény | Helyezés |
| ------------ | ----------- | --------- | --------- | -------- | -------- |
| Maggy Moreno | Magasugrás  | 170 cm    | 41.       | kiesett  | kiesett  |

## Cselgáncs
Férfi
| Versenyző    | Versenyszám | Selejtező         | 32-es főtábla                     | Nyolcaddöntő      | Negyeddöntő       | Elődöntő          | Vigaszág első kör | Vigaszág nyolcaddöntő | Vigaszág negyeddöntő | Vigaszág elődöntő | Bronz- mérkőzés   | Döntő             | Helyezés |
| Versenyző    | Versenyszám | Ellenfél Eredmény | Ellenfél Eredmény                 | Ellenfél Eredmény | Ellenfél Eredmény | Ellenfél Eredmény | Ellenfél Eredmény | Ellenfél Eredmény     | Ellenfél Eredmény    | Ellenfél Eredmény | Ellenfél Eredmény | Ellenfél Eredmény | Helyezés |
| ------------ | ----------- | ----------------- | --------------------------------- | ----------------- | ----------------- | ----------------- | ----------------- | --------------------- | -------------------- | ----------------- | ----------------- | ----------------- | -------- |
| Antoni Molne | Légsúly     | erőnyerő          | Marino Cattedra (ITA) · 0000-1100 | kiesett           | kiesett           | kiesett           |                   |                       |                      |                   |                   |                   | 23.      |

## Kerékpározás

### Országúti kerékpározás
Férfi
| Versenyző     | Versenyszám   | Idő             | Helyezés      |
| ------------- | ------------- | --------------- | ------------- |
| Juan González | Mezőnyverseny | nem ért célba   | nem ért célba |
| Emili Pérez   | Mezőnyverseny | 4:58:25(+23:04) | 82.           |
| Xavier Pérez  | Mezőnyverseny | 4:35:56(+0:35)  | 31.           |

## Sportlövészet
Nyílt
| Versenyző   | Versenyszám | Selejtező | Selejtező | Elődöntő | Elődöntő | Döntő   | Döntő    |
| Versenyző   | Versenyszám | Pont      | Helyezés  | Pont     | Helyezés | Pont    | Helyezés |
| ----------- | ----------- | --------- | --------- | -------- | -------- | ------- | -------- |
| Joan Besoli | Trap        | 140       | 29.*      | kiesett  | kiesett  | kiesett | kiesett  |

* - három másik versenyzővel azonos eredményt ért el

## Vitorlázás
Férfi
| Versenyző               | Versenyszám    | Futam | Futam | Futam | Futam | Futam | Futam | Futam  | Pontszám | Helyezés |
| Versenyző               | Versenyszám    | 1     | 2     | 3     | 4     | 5     | 6     | 7      | Pontszám | Helyezés |
| ----------------------- | -------------- | ----- | ----- | ----- | ----- | ----- | ----- | ------ | -------- | -------- |
| David Ramón Oscar Ramón | 470-es osztály | 21,0  | 35,0  | 37,0  | 33,0  | 3,0   | 31,0  | (41,0) | 160,0    | 27.      |